# Gangsa
El gangsa (en indonesi, 'bronze', 'llautó') són un conjunt de metal·lòfons amb làmines de bronze o de llautó, que trobem principalment als conjunts de gamelan gong kebyar i gong gede. Es diferencien dos tipus de gangsa. El més comú és el gangsa gantung (gangsa penjant), també anomenat gender, que es caracteritza per tenir les làmines penjant, travessades per uns fils lligats a l'estructura de fusta. Sota cada làmina hi ha un tub de bambú perpendicular que n'amplifica i n'enriqueix el so. D'altra banda tenim el gangsa jongkok, que és menys freqüent. Un exemple d'aquest tipus de gangsa és el saron javanès, amb làmines de bronze col·locades sobre una única caixa de ressonància de fusta.
A Bali, en l'ús quotidià de la llengua, s'anomena «gangsa» un grup de quatre kantilans, aguts, i quatre pemadés, més greus, que formen part del conjunt gamelan gong kebyar, format per aproximadament 25 instruments. Aquí, el gangsa s'encarrega de l'elaboració melòdica i de fer ornamentacions.
A Java, podem trobar el gambang gangsa, una variant de bronze del gambang kayu pràcticament obsoleta.
Els gongs de bronze o llautó de les Filipines també s'anomenen «gangsa», tot i que no tenen res a veure amb l'instrument indonesi.

## Origen i expansió

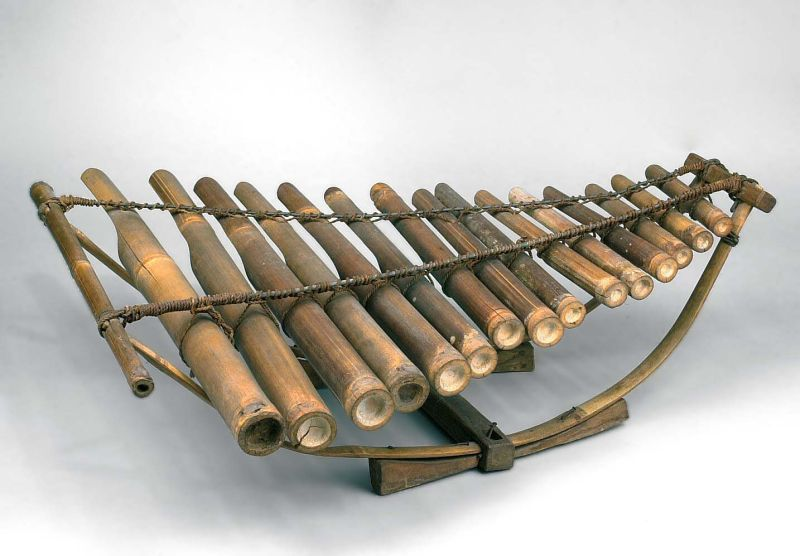
Xilòfon javanès calung de tubs de bambú afinats pentatònicament, concretament del tipus penitir. S'hauria utilitzat en un gamelan calung. Pot ser un precursor molt antic del gangsa gantung. S'ha trobat una representació grabada al temple budista Borobudur on sembla que hi figura. Tropenmuseum, Amsterdam, 1936

L'origen d'aquest metal·lòfon es troba a l'Àsia. En particular, a la Xina hi ha referències d'instruments musicals fets de làmines metàl·liques penjades en una estructura vertical que daten dels volts del 700 dC, on haurien arribat de la mà de pobles turquesos. A Korea, aquest tipus d'instrument, amb les làmines disposades de forma vertical, forma part de la cultura tradicional d'ençà el segle xii. Al Sud-est asiàtic trobem un altre tipus de gangsa molt més abundant, amb les làmines disposades horitzontalment. Un gravat del segle viii o ix, actualment al temple budista Stupa Borobudur de Java, mostra un metal·lòfon d'aquesta mena, que equivaldria al saron d'avui en dia, amb la seva estructura en forma de barca. Juntament amb aquest instrument, hi trobem representats una sèrie de tambors indeterminats (el predecessor del kendang), tambors monofònics, orgues de boca, flautes travesseres, altres instruments de vent, cordòfons pinçats, tambors metàl·lics, nombrosos cròtals de mides diferents, plats i altres idiòfons de metall. Altres instruments musicals similars, alguns dels quals revelen influències de la cultura índia, tornen a aparèixer al temple hinduista Prambanan un segle més tard.
Les dues formes bàsiques del metal·lòfon indonesi – saron i gender – presenten diferències en el seu so. El saron javanès i els gangsa jongkok balinesos tenen un so dur, metàl·lic i fort, però de curta durada, mentre que els ressonadors de bambú del gender aconsegueixen un so més ple i sostingut en el temps.

Un altre tipus de metal·lòfon javanès és el gong kemodong, fet de dues grans làmines de bronze (en alguna ocasió de ferro) de diferents altures i amb una zona elevada típica dels gongs al seu centre. Les làmines estan lligades amb cordes a una caixa quadrada de fusta que sovint conté dues olles de fang. El gong kemodong pot ser utilitzat com una alternativa més barata al gong ageng. Tots els metal·lòfons, així com els instruments amb gongs en forma de cassola i els petits idiòfons de metall (com ara el kemanak) tenen assignades tasques musicals concretes en els diferents tipus de gamelan.
| Pelog selisir                                |
|                                              |
| L'escala pelog selisir tocada amb un gangsa. |
|                                              |

A les àrees rurals de Java hi ha un tipus de saron, amb estructura de barca de fusta i làmines de bambú, que podria haver-se conservat d'instruments més antics que encara no presentaven parts de metall. Un altre exemple de metal·lòfon amb làmines de bronze anomenat roneat es pot trobar als conjunts de xilòfons cambodjans. Hi ha similituds de disseny entre metal·lòfons del Sud-est asiàtic i xilòfons africans. Erich Moritz von Hornbostel (1911) va comparar l'afinació dels patala birmans, emparentats amb el roneat, amb xilòfons africans, destacant per primera vegada el component musical de la influència cultural indonesa a l'Àfrica, tal com sostenen teòrics difusionistes. La teoria de la difusió de xilòfons indonesis a l'Àfrica va ser desenvolupada per l'etnomusicòloga Jaap Kunst per la banda indonèsia i Arthur Morris Jones per la banda africana. Aquesta teoria es troba actualment desactualitzada i pren com a requisit previ la suposició que a l'Àfrica van arribar xilòfons indonesis totalment desenvolupats, passant per alt possibles fases d'evolució i detalls de disseny propis del continent africà (com per exemple l'ús de mirlitons com a ressonadors, un aspecte essencialment africà).

## Disseny i ús
En el gangsa jongkok, incloent el saron, les làmines de bronze (en indonesi 'daun', fulles o 'bilah', varetes), estan recolzades sobre l'estructura de fusta o 'tatak' amb una capa intermèdia de folre de vímet o suro. Cada làmina se subjecta a la caixa amb dues clavilles metàl·liques, que passen per dos forats fets a la seva superfície. Les làmines estan fetes d'una al·leació de bronze, anomenada 'kerawang', que consta d'unes deu parts d'estany i tres de coure. Aquests components es fonen en motlles i, mentre la peça resultant encara és calenta, aquesta se submergeix en aigua calenta i s'acaba de forjar en la seva forma definitiva sobre les flames, tot cercant-ne el to desitjat.
La fusta que es fa servir per a l'estructura normalment prové de l'arbre Artocarpus heterophyllus ('nangka' en indonesi), per ser compacta, perdurable i d'una duresa mitjana. Els relleus decoratius característics de l'instrument es tallen directament sobre la fusta i s'hi afegeixen les filigranes de metalls preciosos. Les làmines es colpegen amb una baqueta curta de fusta anomenada 'panggul gangsa' que es pot manipular amb una sola mà, i és usual fer servir els dits polze i índex de l'altra per aturar-ne la ressonància o tekep En general, existeixen tres tècniques d'execució:
1. La làmina es deixa ressonar lliurement després de l'atac amb la baqueta, superposant el seu so amb el de les següents làmines colpejades.
2. S'apaga el so de la làmina en el moment que es produeix l'atac sobre la següent làmina, afavorint l'intel·ligibilitat de les frases melòdiques.
3. S'ataca la làmina apagada, és a dir, es manté pessigada amb els dits mentre el colpeja amb la baqueta, amb el qual es produeix un so més sec i apagat.

En el cas del gangsa gantung, les làmines s'alineen passant dos cordons, cadascun per un dels dos forats de cada làmina, i lligant-los a l'estructura. Un cop lligades, les làmines queden en suspensió sobre una fila de tubs ressonadors de bambú, disposats en vertical dins la caixa de fusta tallada i pintada amb motius decoratius (pelawah, tatak). Els gangsa gantung s'utilitzen amb molta més freqüència, mentre que els gangsa jongkok es poden trobar sobretot als gamelans d'alguns pobles de la costa nord de Bali, a l'est de Singaraja.

### Gamelan gong kebyar

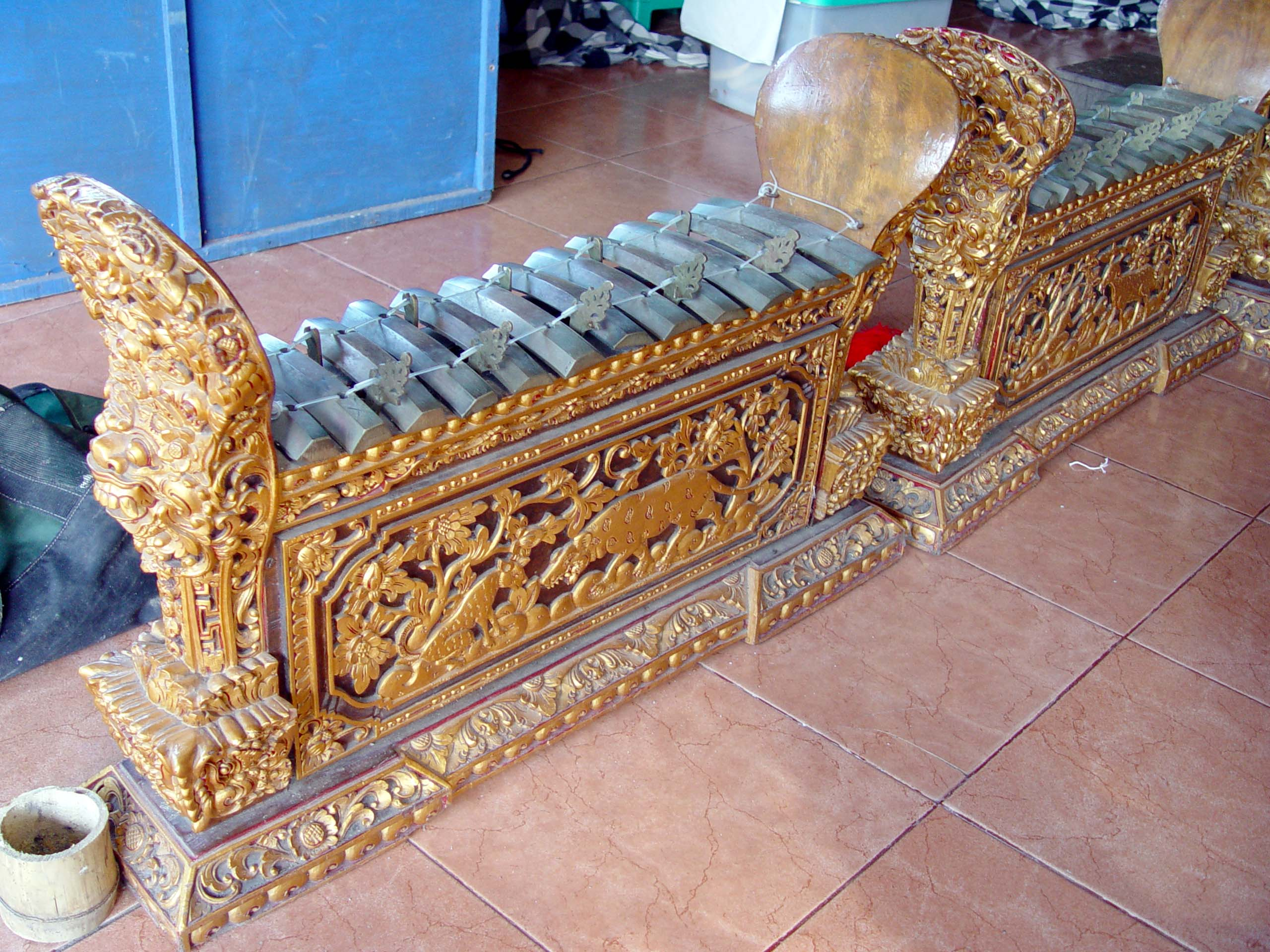
Un parell de gangsa gantung a Bali

Els gangses poden formar part de conjunts de gamelan gong gede, amb uns 50 instruments, que tenen les seves arrels en les festes cortesanes dels segles XV i XVI i ja pràcticament no en queden formacions. Actualment, es poden trobar àmpliament als conjunts de gamelan gong kebyar, que tenen una formació reduïda de 25 instruments. En aquests gèneres de gamelan, els gangses s'afinen en modes pentatònics (patutan) extrets del sistema heptatonal javanès pelog. A nivell històric, l'últim puputan del 1908la regió de Klungkung va marcar la completa conquesta de Bali per part dels holandesos i la desaparició dels regnes que havien existit fins aleshores. A nivell artístic, l'etapa immediatament posterior va ser especialment creativa, empesa per la conquesta de noves llibertats i la progressiva democratització de la societat. Va ser en aquest ambient que va aparèixer el gamelan gong kebyar, enèrgic i vital, on el gangsa va passar de tenir entre cinc i set làmines a tenir-ne les deu actuals. Aquest gamelan es basa en el mode pentatònic pelog selisir, derivat del sistema pelog. Des d'aquest sistema heptatònic (saih pitu) es selecciona una seqüència de tons que es podria aproximar a la relació de notes occidentals següent: 1 = do♯ (ding), a 2 = re (dong), 3 = mi (deng), 5 = sol♯ (dung) i 6 = la (dang). Entre parèntesis hi figuren les síl·labes emprades amb finalitat pedagògica, que sovint es pronuncien nding, ndong, ndeng... Les làmines que correspondrien a les posicions 4 i 7 del sistema pelog queden fora del mode selisir. Els patutan s'anomenen saih lima ("sèrie de cinc").
Així, les deu làmines d'un gangsa gantung dins del gong kebyar estan afinades aproximadament amb la relació de les següents notes del sistema tonal occidental: 1 = re (dong), 2 = mi (deng), 3 = sol♯ (dung), 4 = la (dang), 5 = do♯ (ding), 6 = re (dong), 7 = mi (deng), 8 = sol♯ (dung), 9 = la (dang), 10 = do♯ (ding).
La majoria d'instruments del gamelan gong kebyar es presenten en parelles; el "femení", anomenat wadon (o pengisep, del mot ngisep, que vol dir "gravar") està afinat lleugerament més greu que l'altre, el "masculí" lanang, (o pengumbang, de ngumbang, "flux"). La diferència mitjana entre les làmines dels wadon i els lanang és d'entre 20 i 50 cents (un semitò mesura 100 cents). La conseqüència principal d'aquesta diferència d'afinació es percep quan la parella d'instruments sona conjuntament i es produeix l'efecte acústic d'ombak. Una altra característica a destacar és l'ús de la tècnica kotekan per la interpretació ràpida de melodies, ja que els tempos habituals d'aquest estil són elevats. Generalment, un kotekan es compon de dues parts, anomenades polos ("simple") i sangsih ("variada"). Una tècnica similar a Europa és l'hoquetus. En el gong kebyar trobem que els instruments aguts fan els ritmes més ràpids i la velocitat baixa a mesura que anem cap a les seccions més greus. La línia de notes interpretades per la secció dels gangsa (normalment els més aguts) sol mantenir una relació rítmica d'u a quatre amb el kempli, que fa una funció semblant a la d'un metrònom. Això vol dir que per cada quatre valors rítmics del gangsa sonaria un toc de kempli. Als passatges de tempo lent, el kempli té un atac cada vuit notes del gangsa. Així, el kempli mai fa una funció melòdica sinó colotòmica (que determina l'estructura rítmica). En alguns conjunts de gamelan, la funció colotòmica la pot executar un gong pulu o, amb menys freqüència, un guntang. Els gangsa són llavors els qui assumeixen el rol principal en el gamelan gong kebyar, a diferència d'altres estils com el gong gede, que reserva aquest lloc al trompong (similar al bonang javanès).
En el gamelan gong kebyar, el terme gangsa també s'utilitza per referir-se a la secció de metal·lòfons més aguts. Aquesta secció està formada per nou o deu instruments de tipus gantung: quatre kantilans (o kantils), dos femenins i dos masculins, que són els intruments més aguts del conjunt. Quatre pemades, relativament més grans que els kantilans i amb la mateixa relació de notes, afinades una octava més avall. Encara a una octava per sota hi trobem l'ugal (o pengugal), i més rarament un parell d'ugals. Si només n'hi ha un, és l'instrument femella (anomenat pengumbang). L'ugal se situa normalment fora del grup, davant dels altres gangsa, ja que té un rol independent a les composicions i sovint fa funció de referent i director musical.
A les seccions més greus del gamelan gong kebyar hi trobem altres parelles d'instruments gantung. Dos calungs de cinc làmines acostumen a interpretar la melodia principal. Corresponen al slentem javanès en forma i funció, tot i que aquest té sis làmines. Les làmines dels calung estan suspeses sobre els tubs ressonadors de bambú mitjançant el mateix sistema de cordes que els seus homòlegs de deu làmines. El to més baix dels calung és un ding (corresponent en octava a la cinquena nota de l'ugal) i el to més agut és el ding de l'octava superior. Afinats a una octava més greu trobem els jegogans, més voluminosos i també de cinc làmines. Se situen a la part del darrere del conjunt i s'encarreguen dels patrons més greus (anomenats gamut), que reforcen les notes principals de la melodia. Les baquetes que s'utilitzen per tocar els intruments més greus estan encoixinades per produir un so menys brillant que la secció dels gangsa. La baqueta dels jegogans, per exemple, té forma esfèrica i està encoixinada amb goma recoberta de tela. Dins la secció greu és habitual trobar-hi també una parella de penyacahs, una octava més aguts que els calungs i amb set làmines.
Acompanyant els instruments de tipus gangsa, als conjunts de gong kebyar hi podem trobar jocs de gongs de diverses mides, cròtals ceng-ceng, dos tambors kendang, flautes de bambú anomenades sulings, i el rebab, un instrument de corda fregada.
Els conjunts de gamelan gong kebyar actuen en espectacles amb teatre o per acompanyar balls, com danses tradicionals balineses Baris, interpretades només per homes en els temples de les aldees.

### Gamelan bebarongan
El gamelan bebarongan va ser concebut per acompanyar les danses Barong. Aquests balls de màscares tenen com a protagonista l'esperit guardià Barong, que simbolitza el poder diví, en la seva lluita contra els poders diabòlics encarnats en el dimoni Rangda. En els conjunts bebarongan no hi trobem cap trompong; la seva funció la fan dos metal·lòfons anomenats gender rambat. Tenen entre tretze i quinze làmines de bronze, que es colpegen amb dues baquetes en forma de disc, produint un so metàl·lic dur. Al conjunt també hi ha una secció de gangses d'entre sis i vuit instruments (kantilans i pemades), dos jegogans i dos jublags de cinc làmines. Aquests últims són els encarregats d'interpretar la melodia principal. Un gong penjant de grans dimensions (gong gede) marca els finals de les frases melòdiques més llargues. Un tambor kendang fa els patrons rítmics i també es pot incloure una o dues flautes suling, un rebab, cròtals i gongs de mida més reduïda.

### Gamelan semar pegulingan
Les formacions de gamelan gambuh i gamelan semar pegulingan (o pagulingan) són conjunts antics de grans proporcions. Concretament, el gamelan semar pegulingan és predecessor del gamelan gong kebyar i comparteix amb aquest moltes característiques d'orquestració i execució. Són conjunts que utilitzen escales pentatòniques derivades dels 22 conjunts heptatònics semar pegulingan saih pitu, estudiats i documentats durant la dècada dels 90. Els instruments que s'encarreguen de la melodia en aquest tipus de formació són els instruments de bronze.

### Gamelan semara dana
El gamelan heptatònic semara dana va néixer de la fusió del semar pegulingan -de sonoritat suau- amb el gong gede -de sonoritat més pesada i majestuosa. Aquesta mescla va ser ideada pel professor I Wayan Beratha i portada a la pràctica l'any 1987 a Denpasar. La secció de gangses, que s'encarreguen de la melodia principal, són instruments de dotze làmines amb els següents tons: 1 = D (dong), 2 = E (deng), 3 = G♯ (dung), 4 = A (dang), 5 = C♯ (ding), 6 = D (dong), 7 = E (deng), 8 = F♯ (deung), 9 = G♯ (dung), 10 = A (dang), 11 = B (daing), 12 = C♯ (ding). El gamelan semara dana va ser pensat com a conjunt musical d'acompanyament del teatre amb dansa Sendratari. És un estil també modern, dels anys seixanta, que uneix art, teatre i dansa (seni-drama-tari) per escenificar narracions èpiques índies extretes dels textos del Ramayana i el Mahabharata. El contrast que sorgeix entre els instruments de diferents formacions té l'objectiu de realçar el dramatisme de les històries. Els instruments provinents del semar pegulingan acompanyen els personatges nobles i delicats (alus). Les figures malignes i vulgars (keras, kasar) es representen amb els sons del gong gedé. Avui dia, els compositors moderns utilitzen principalment el gamelan semara dana perquè presenta més possibilitats musicals.

### Gamelan angklung
El gamelan angklung és una orquestra de poble originària de Bali i Lombok, que utilitza una escala tetratònica. Generalment consta de setze instruments, més petits i més aguts que els que podríem trobar en altres gamelans. Aquesta formació, com que és més petita, es pot escoltar en les celebracions familiars, per exemple al pati d'una casa particular. El seu repertori també inclou peces de la tradició del gamelan gender wayang, que acompanya actuacions de titelles wayang kulit. Malgrat el seu nom, el conjunt actual ja no inclou cap instrument de bambú angklung.
En altres estils de música del nord de Bali, el gamelan tradicional de quatre tons va experimentar canvis estructurals i va evolucionar cap a un altre tipus de gamelan angklung En aquest cas, l'escala també es va ampliar a cinc tons, però el nombre d'instruments es va establir a vint-i-tres. Entre els metal·lòfons que el conformen hi ha una parella de jegogans, en aquest cas els més greus dels gangses, una parella de pemades d'una octava més alta i tres parelles de kantilans d'encara una altra més elevada. A més, hi ha diversos gongs, tambors, címbals i flautes. El jegogan sol interpretar una línia melòdica simple (pokok), mentre que els altres dos grups de gangses decoren la melodia amb ritmes ràpids i intercalats. De cada parella d'instruments iguals, un s'encarrega del polos (de la parella, el pengisep) i l'altre (el pengumbang) de la part de sangsih complementari. Tot i això, és habitual que tots els gangses toquin una melodia a l'uníson o bé alternant-se.sp;&nb

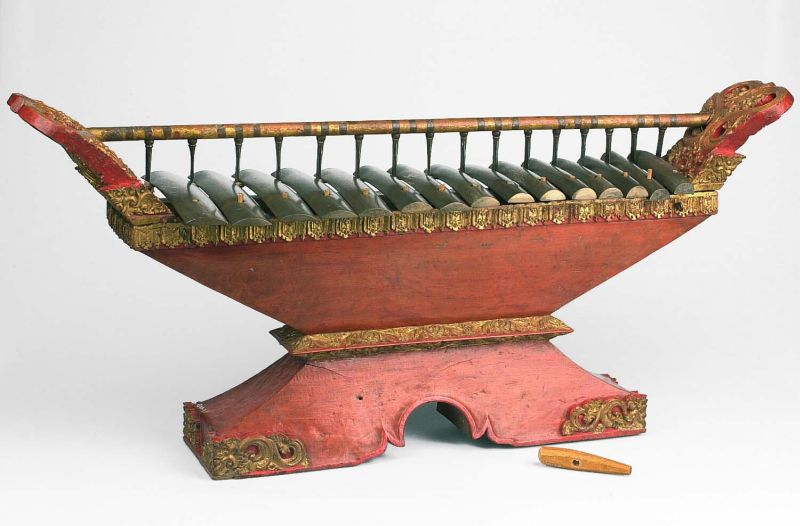
Gangsa gambang de quinze làmines de bronze. Utilitzat en conjunts gamelan semar pegulingan. Tropenmuseum d'Amsterdam, abans de 1939

### Gamelan gambang
El gamelan gambang es troba entre les formacions més rares i més antigues de Bali i Java central. Està format per gangses de làmines de bronze i es basa en una sèrie de set tons. Thomas Stamford Raffles comenta al seu llibre La Història de Java (1817) que aquest tipus de formació conté gangses gambang javanesos, kayus gambang i els metal·lòfons saron, demong i selantam. La introducció de metal·lòfons d'una octava tipus saron podria haver desplaçat els gangses gambang cap a les seccions del darrere dels conjunts instrumentals. Aquest tipus de gangsa està estretament relacionat amb el roneat dek cambodjà i el corresponent ranat thum lek tailandès. El gamelan gambang consisteix en dos parells de gangses gambang dedicats a la melodia principal i quatre o, en pocs casos, sis xilòfons de bambú (kayu gambang) de catorze làmines amb ranures longitudinals; aquests s'encarreguen de la decoració de la melodia. Les set làmines de bronze dels gangses gambang es col·loquen en una estructura en forma de barca de fusta, encoixinada amb una fulla de palma. La posició de les làmines es fixa amb claus de fusta o de ferro. Les parelles de gangses, formats per un instrument "mascle" i un instrument "femella", estan afinats a distància d'octava. Els gangses es toquen amb dos martells de fusta o de banya de búfal. Com a curiositat, un gamelan gambang ubicat a l'aldea Tatulingga, al districte administratiu de Karangasem, té un repertori d'unes 50 peces, clarament per sobre de la mitjana; la majoria d'aquestes peces s'han transmès utilitzant lontars (manuscrits sobre fulles de palma), on s'hi escriu la melodia principal (pokok). El gamelan gambang s'utilitza durant les cerimònies rituals dels temples.

### Gamelan caruk
El gamelan caruk és una versió reduïda del gamelan gambang. Inclou només dos gangses, a distància d'octava, amb set làmines de bronze cadascun. També té dos xilòfons de bambú (caruk), tocats per un sol intèrpret. Cada xilòfon té quatre làmines i entre tots dos abarquen una escala de set tons i el primer to de l'octava superior. El conjunt gamelan caruk s'utilitza molt rarament, en funerals i cerimònies dels temples.

### Gamelan gong luang
En el gamelan gong luang (també gamelan saron) toquen nou instruments: dos jegogans, dos gangses, que són una mica més petits que els habituals, un saron de bambú (similar al caruk), un gong, uns ceng-cengs, un kendang i una estructura circular de gongs amb setze reyongs. Aquest conjunt també s'utilitzava en funerals (ngaben), en la cerimònia de crema esplai de les cendres al mar.